# ALTQ
ALTQ (ALTernate Queueing) est un ordonnanceur réseau pour les distributions de type BSD. ALTQ fournit des mécanismes de files d'attente et améliore la qualité de service (QoS) des composants nécessaires pour réaliser du partage de ressources. ALTQ est inclus de base dans les distributions FreeBSD, NetBSD, DragonFly BSD et est intégré dans le pare-feu Packet Filter d'OpenBSD.
Avec ALTQ, les paquets peuvent être affectés à des files permettant de contrôler la bande passante. L'ordonnanceur définit l'algorithme déterminant quels paquets doivent être retardés, abandonnés ou envoyés immédiatement.
Il existe trois ordonnanceurs actuellement supportés dans l'implémentation d'ALTQ pour FreeBSD :
- CBQ (Class Based Queueing). Les files d'attente attachées à une interface construisent un arbre dans lequel chaque file  peut avoir plusieurs enfants, qui sont également des files d'attente. Chaque file peut avoir une priorité et une bande passante assignée. La priorité contrôle principalement le temps pris pour envoyer les paquets tandis que la bande passante contrôle essentiellement le débit.

- PRIQ (Priority Queueing). Les files d'attente sont toutes attachées à l'interface réseau et n'ont par conséquent pas de notion arborescente. Chaque file dispose d'une priorité unique allant de 0 à 15. Les paquets dans une file de priorité supérieure sont traités les premiers.

- HSFC (Hierarchical Fair Service Curve). Les files d'attente attachées à une interface construisent un arbre dans lequel chaque file  peut avoir plusieurs enfants, qui sont également des files d'attente. Chaque file peut avoir une priorité et une bande passante assignée. La priorité contrôle principalement le temps pris pour envoyer les paquets tandis que la bande passante contrôle essentiellement le débit.